# Сантаквін (Юта)
Сантаквін (англ. Santaquin) — місто (англ. city) в США, в округах Юта і Джуеб штату Юта. Населення — 13 725 осіб (2020).

## Географія
Сантаквін розташований за координатами 39°58′11″ пн. ш. 111°47′37″ зх. д. / 39.96972° пн. ш. 111.79361° зх. д. (39.969861, -111.793615).  За даними Бюро перепису населення США в 2010 році місто мало площу 26,91 км², з яких 26,91 км² — суходіл та 0,00 км² — водойми.

## Демографія
Згідно з переписом 2010 року, у місті мешкало 9128 осіб у 2338 домогосподарствах у складі 2061 родини. Густота населення становила 339 осіб/км².  Було 2474 помешкання (92/км²).
Расовий склад населення:
| - 89,3 % — білих - 0,8 % — корінних американців - 0,4 % — чорних або афроамериканців - 0,1 % — вихідців з тихоокеанських островів - 0,1 % — азіатів - 7,9 % — осіб інших рас |

До двох чи більше рас належало 1,3 %. Частка іспаномовних становила 12,0 % від усіх жителів.
За віковим діапазоном населення розподілялося таким чином: 42,6 % — особи молодші 18 років, 52,3 % — особи у віці 18—64 років, 5,1 % — особи у віці 65 років та старші. Медіана віку мешканця становила 23,9 року. На 100 осіб жіночої статі у місті припадало 106,7 чоловіків;  на 100 жінок у віці від 18 років та старших — 104,4 чоловіків також старших 18 років.
Середній дохід на одне домашнє господарство  становив 71 140 доларів США (медіана — 63 938), а середній дохід на одну сім'ю — 74 001 долар (медіана — 64 930). Медіана доходів становила 50 904 долари для чоловіків та 34 314 долари для жінок. За межею бідності перебувало 9,0 % осіб, у тому числі 9,0 % дітей у віці до 18 років та 9,0 % осіб у віці 65 років та старших.
Цивільне працевлаштоване населення становило 3828 осіб. Основні галузі зайнятості: освіта, охорона здоров'я та соціальна допомога — 19,3 %, виробництво — 14,8 %, роздрібна торгівля — 13,5 %.